# Quatermass 2
Quatermass 2 (bra: Usina de Monstros; prt: O Inimigo do Espaço), também grafado Quartermass II, é um filme americano-britânico de 1957, dos gêneros terror e ficção científica, dirigido por Val Guest, com roteiro de Nigel Kneale e do próprio diretor baseado na telessérie The Quatermass Experiment, de Nigel Kneale.